# Пилова буря
Пилова́ бу́ря — атмосферне явище у вигляді перенесення куряви (великих кількостей пилу, часток ґрунту, піщинок) вітром із земної поверхні в шарі висотою кілька метрів із помітним погіршенням горизонтальної видимості (зазвичай на рівні 2 м вона становить від 1 до 9 км, але в ряді випадків може знижуватися до декількох сотень і навіть до кількох десятків метрів). Під час цього спостерігається підйом пилу (піску) в повітря і одночасно осідання пилу на великій території. Залежно від кольору ґрунту в даному регіоні, віддалені предмети набувають сіруватого, жовтуватого або червонуватого відтінку. Виникає зазвичай за сухої поверхні ґрунту й швидкості вітру 10 м/с і більше. Поширені в пустелях, напівпустелях, в орних степах, де дмуть сильні вітри.

## Класифікація
Пилові бурі за кольором та складом пилу, який переноситься бувають: чорні (чорноземи); бурі та жовті (суглинок, супісок); червоні (суглинки з домішками оксидів заліза) та білі (солончаки). Дуже часто бувають короткочасні чорні бурі тривалістю до однієї години, велика кількість їх також може бути тривалістю від 10 до 12 годин і порівняно рідко такі бурі бувають тривалістю понад добу. Червоні бурі тривають довше — протягом декількох днів. Висота підйому пилу може досягати 2—3 км, але найчастіше — 1—1,5 км. У зимово-весняний період у центральних та південних областях України спостерігаються сніжно-пилові бурі

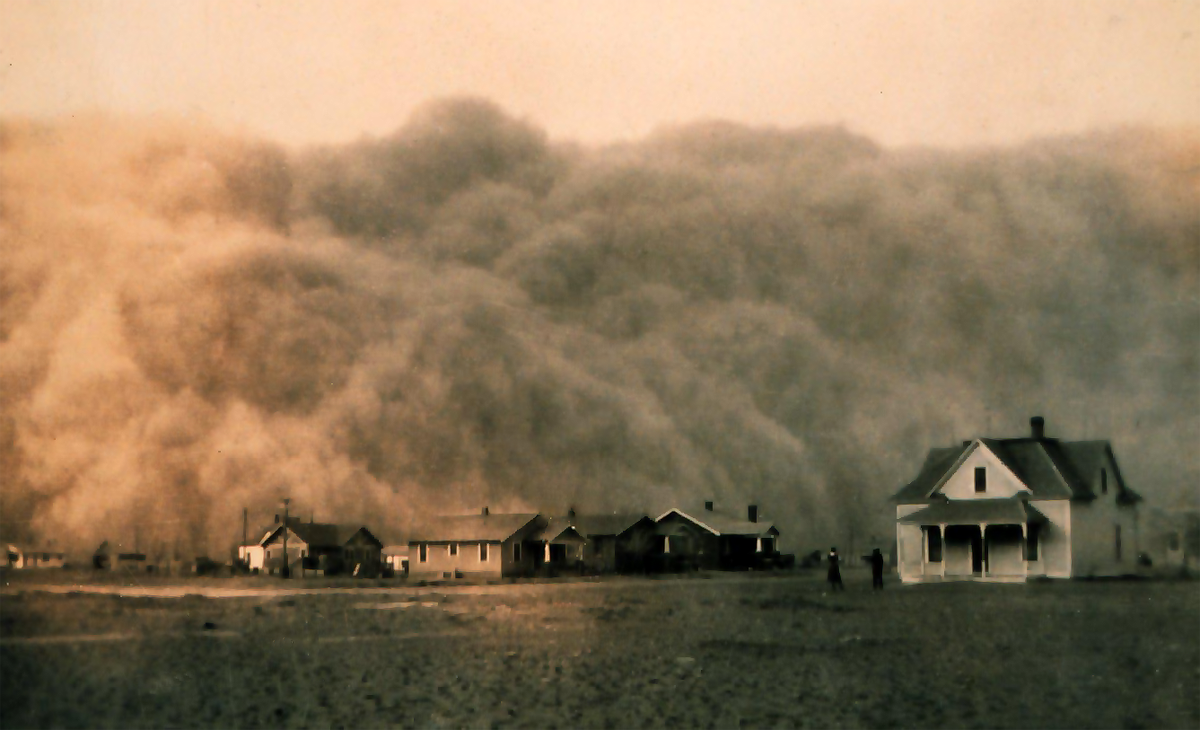
Пилова буря в Техасі, 1935 рік
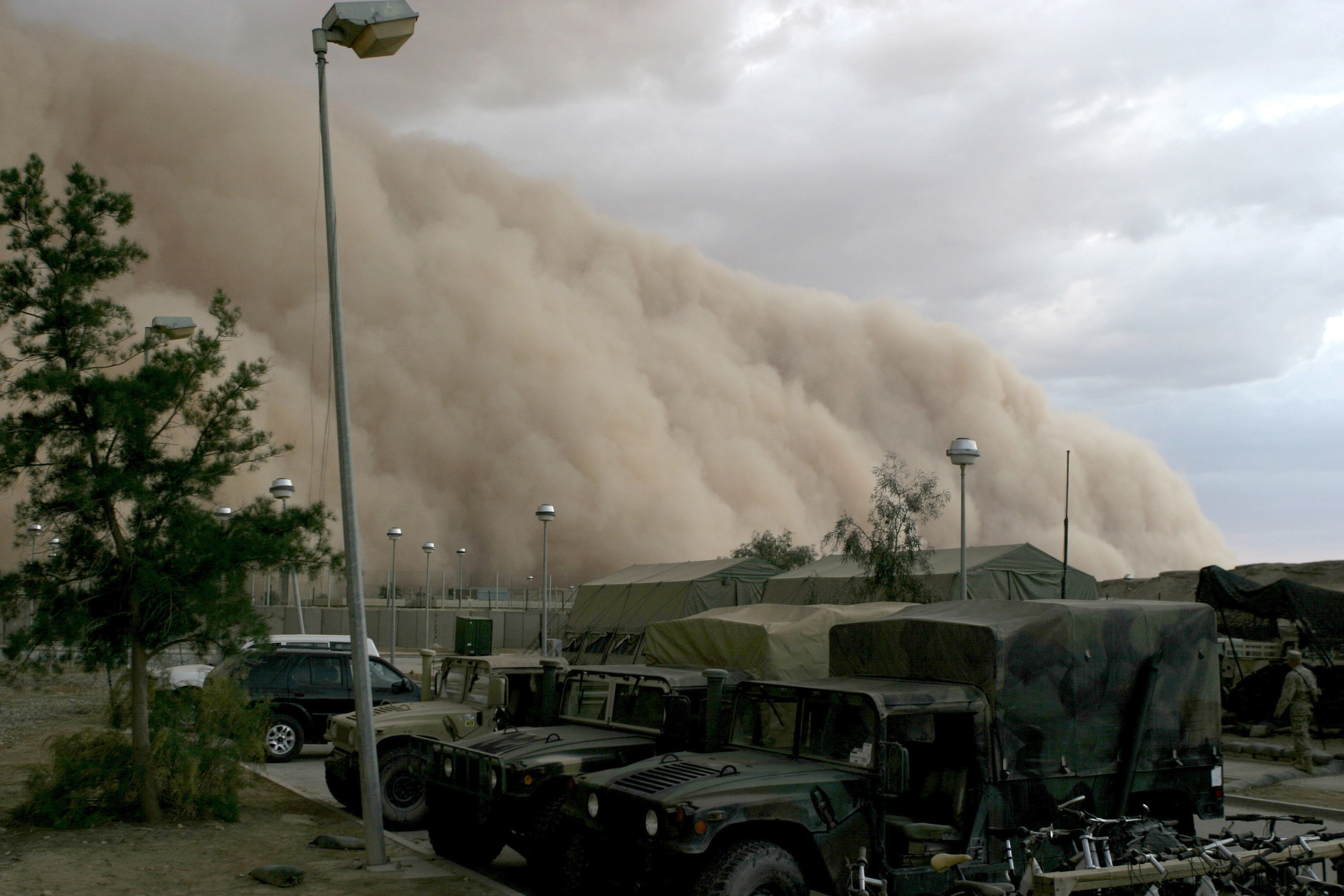
Пилова буря в Аль-Асаді, Ірак, 27 квітня 2005 року
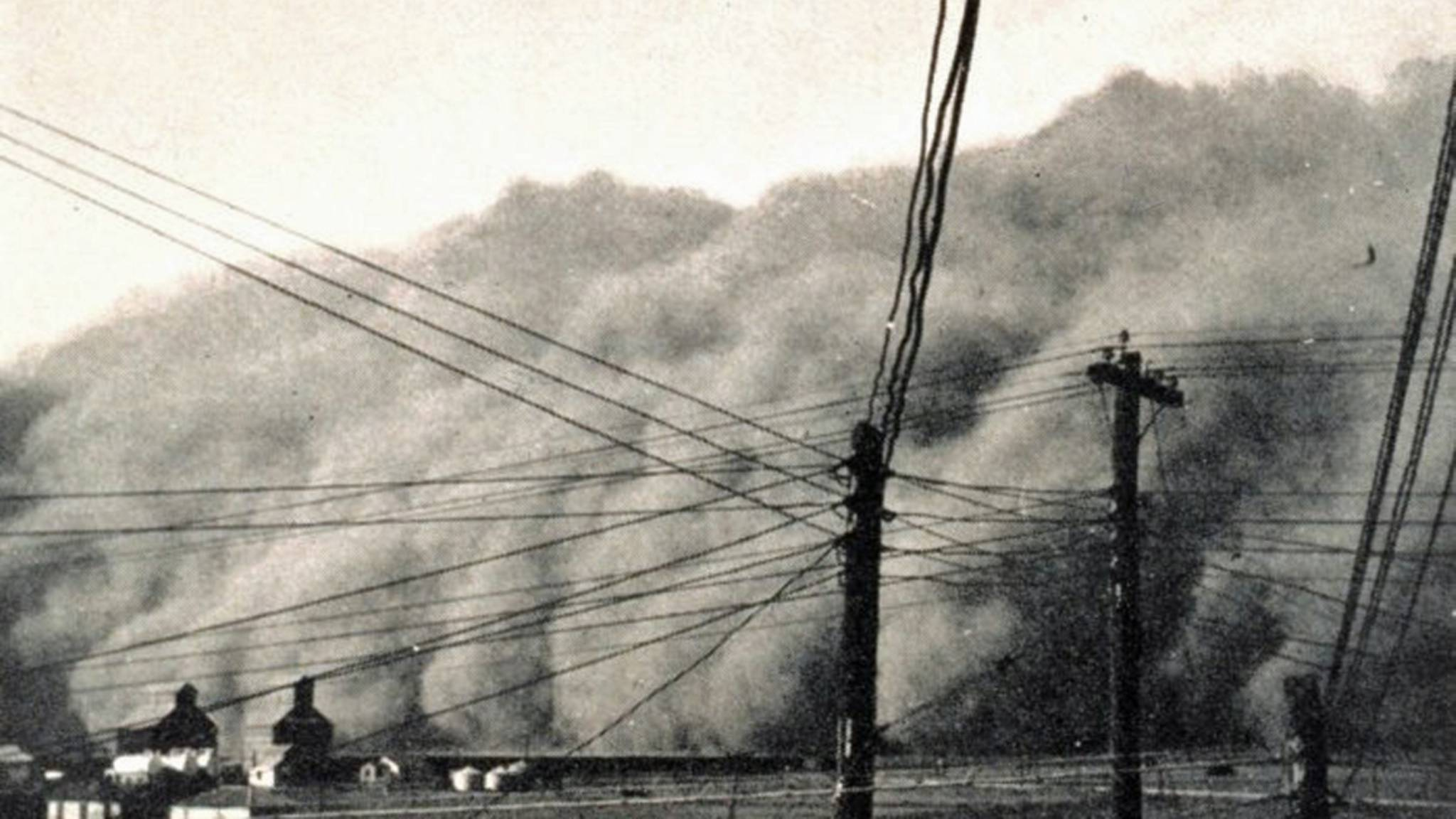
Спірмен, Техас, 14 квітня 1935 року
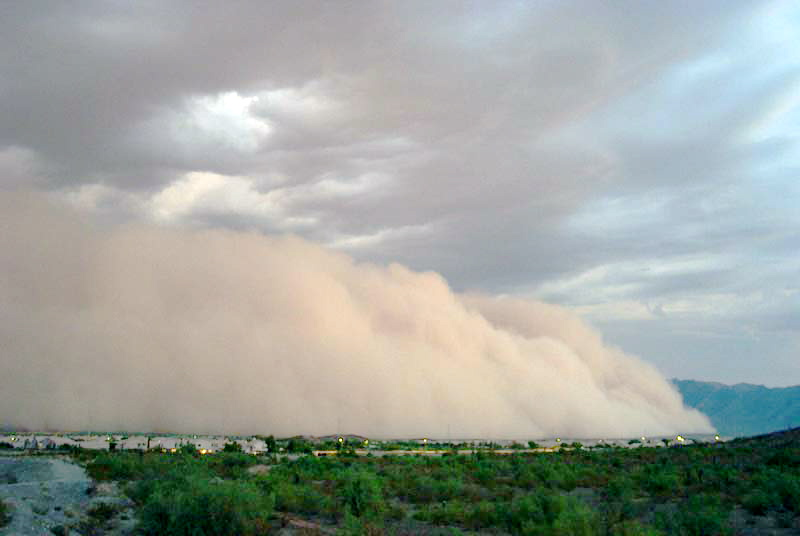
Фінікс, Аризона, 22 серпня 2003 року
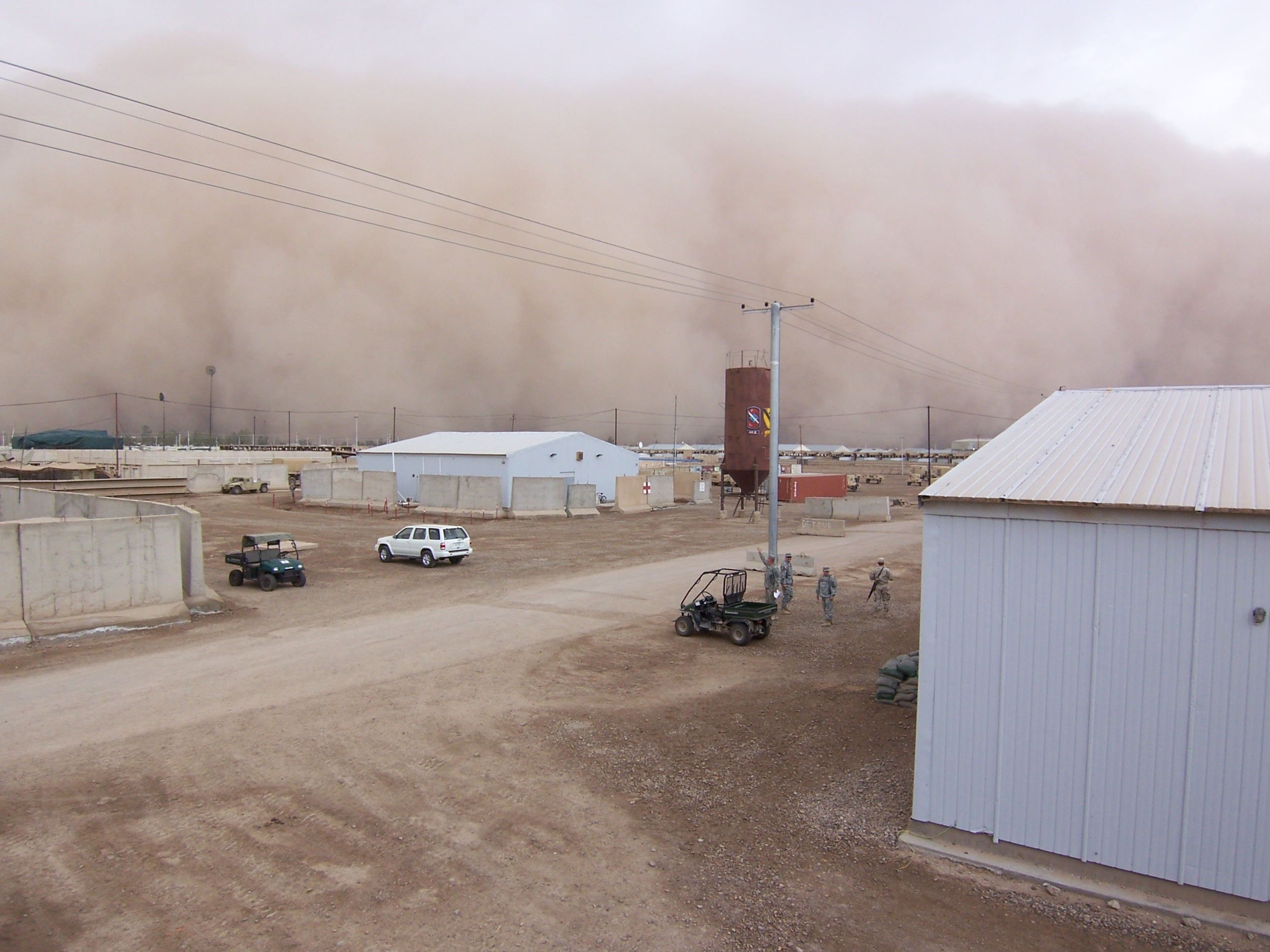
Ірак, 2006 рік

Піщаний буревій — перенесення пилу (часток ґрунту, піщинок) вітром із земної поверхні в шарі висотою 0,5—2 м, що не приводить до помітного погіршення видимості (якщо немає інших атмосферних явищ, горизонтальна видимість на рівні 2 м становить 10 км і більше). Виникає зазвичай за сухої поверхні ґрунту і швидкості вітру 6-9 м/с і більше.

## Де і коли виникають
Існують дві широкі категорії пилових бур: бурі, пов’язані з вітром, і бурі, що створюються висхідними потоками через передавання тепла від поверхні ґрунту. Водночас пилові вихорі, часто виникають вдень без вітру через раптове піднесення нагрітих повітряних потоків. Вважається, що така пилова чаша переміщується на невеликій площі і зазвичай за деякий час зникає.
Пилові бурі виникають в пустелях напівпустелях і степових районах, там де є невкритий трав'яним покривом ґрунт. Пилові бурі здатні переносити мільйони тонн пилу на сотні і навіть тисячі кілометрів. Руйнівна дія пилової бурі виникає додатково через дію частинок ґрунту, який рухається з великою швидкістю. Крім «власне» пилової бурі, в ряді випадків пил з пустель і напівпустель може тривалий час утримуватися в атмосфері і досягти майже будь-якої точки світу у вигляді пилової імли.
Пилові бурі виникають звичайно влітку, іноді навесні або взимку, коли немає снігу. У степовій зоні вони виникають також у разі нераціональної оранки землі. Рідше пилові бурі виникають у степових регіонах, дуже рідко — в лісостепових і навіть лісових (в останніх двох зонах звичайно пилова буря буває літом за сильної посухи). У помірному поясі зазвичай пилові бурі бувають навесні, після малосніжної зими і посушливої осені, але іноді бувають навіть взимку, в поєднанні з хуртовинами.
При перевищенні деякого порогу швидкості вітру (що залежить від механічного складу ґрунту та його вологості), частки пилу і піску відриваються від поверхні й переносяться шляхом сальтації і суспензії, викликаючи ерозію ґрунту.
Існує тверда думка, що піщано-пилові бурі, наприклад у Кувейті, тісно пов’язані з безладною діяльністю людини, такою як розробка кар’єрів, кемпінги в пустелі та їзда по бездоріжжю у відкритих пустельних районах. Швидкість випадання пилу в регіоні Перської затоки, може досягати 191 г·м² на місяць. Пилові бурі виникають і за природних умов регіонів. Так, наприклад, в середині грудня 2024 року, частину територій Сирії та Іраку накрила потужна пилова буря. Рівень дрібних твердих частинок (РМ 2.5) в басейнах рік Тигр та Єфрат перевищив 400 мкг/м³. В той самий час, ВООЗ класифікує концентрації твердих частинок в повітрі понад 250 мкг/м³, як небезпечні рівні для здоров'я людей.
Досить частими є пилові бурі і на Марсі.

## Дії в умовах пилової бурі
Людині, яка потрапила в пилову бурю, необхідно лягти з підвітряної сторони за будь-який високий предмет, який міцно тримається на землі — камінь, густий кущ тощо. Дихальні шляхи треба захистити тканинною пов'язкою від піску та пилу. Поруч з собою, під руку покласти закриту ємність з запасом води.

## В Україні
У квітні 1928 року в степових та лісостепових регіонах України вітер підняв з площі 1 млн км² більше ніж 15 млн т чорнозему. Чорноземний пил був перенесений на захід і осів на площі 6 млн км² у Прикарпатті, у Румунії та Польщі. Висота хмар пилу досягла 750 м, потужність чорноземного шару в постраждалих областях Україні зменшилася на 10—15 см.
У лютому 1951 р. на Приазов'ї пройшли сильні бурі зі швидкістю 16—18 м/с. Вони знесли слабкий сніговий покрив і почали видувати оголений сухий ґрунт. Сніг разом із видутим ґрунтом створював чимало перешкод, утворюючи чорні кучугури заввишки до 1—1,5 м. Видування ґрунту і посівів озимих тривало й у весняні місяці.
Нині пилові бурі тимчасово виникають на півдні України, насамперед у Донецькій, Запорізькій, Херсонській, Миколаївській та Одеській областях. Зокрема, пилові бурі спостерігалися в багатьох областях України, у тому числі північних, навесні 2020 р., після малосніжної зими 2019—2020 рр. і численних лісових пожеж.

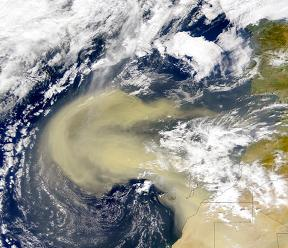
Пилова буря в пустелі Сахара. Світлина з космосу
Анімація перенесення пилу з Сахари над Атлантикою
Перенесення пилу на планеті
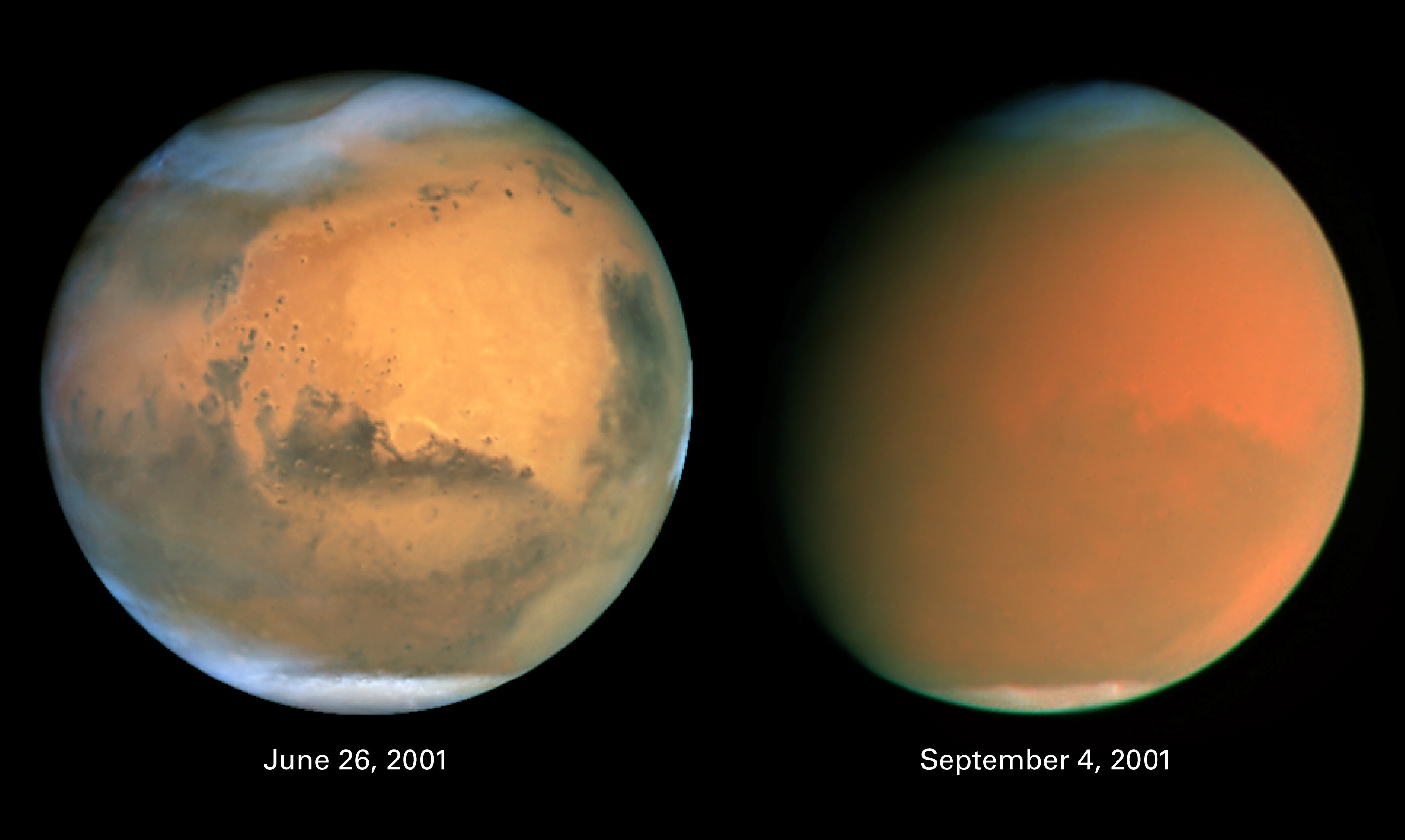
Планетарна пилова буря на Марсі